# Selasia pectinata
Selasia pectinata is een keversoort uit de familie kniptorren (Elateridae). De wetenschappelijke naam van de soort is voor het eerst geldig gepubliceerd in 1989 door Wittmer.